# Psychotria malmei
Psychotria malmei är en måreväxtart som först beskrevs av Paul Carpenter Standley, och fick sitt nu gällande namn av Daniela Cristina Zappi. Psychotria malmei ingår i släktet Psychotria och familjen måreväxter. Inga underarter finns listade i Catalogue of Life.